# Tres fugitivos
Three Fugitives (titulada Los tres fugitivos en Hispanoamérica y Tres Fugitivos en España) es una película estadounidense estrenada en 1989, dirigida por Francis Veber y protagonizada por Nick Nolte y Martin Short. Fue escrita por Francis Veber, basándose en la película Dos fugitivos (AKA Los fugitivos) de (1986), de la cual es también escritor y director.

## Trama
Lucas ha estado en prisión por robo a mano armada. El día que es liberado, Ned Perry lo toma como rehén, un delincuente novato incompetente que roba un banco (para obtener dinero para el tratamiento de su hija enferma, Meg) en el momento en que Lucas está allí.
El Detective Duggan supone que deben estar juntos y se pone a buscarlos. Varias persecuciones, un tiroteo accidental, el tratamiento de un veterinario loco que cree que es un perro y otras alcaparras siguen, todo mientras Lucas intenta deshacerse de su compañero idiota y demostrar su propia inocencia.
Mientras evitan la ley, los dos forman una asociación poco probable para ayudar a curar al Meg silencioso y escapar. Ellos rescatan a Meg de la residencia donde ella está (con Perry casi arruinando todo el asunto con su torpeza) y huyen a Canadá, pretendiendo ser una pareja casada con un hijo.
Todo parece terminar bien. Sin embargo, en la escena de cierre, Perry ingresa a un banco canadiense para cambiar moneda y se ve secuestrado por otro ladrón de bancos de la misma manera que secuestró a Lucas. Debido a este desarrollo inesperado, Lucas no necesita despedirse de Meg, con quien ha formado un vínculo.

## Reparto
- Nick Nolte: Daniel James Lucas
- Martin Short: Ned Perry
- James Earl Jones: Detective Movan Duggan
- Alan Ruck: Inspector Tenner
- Sarah Doroff: Meghan "Meg" Perry
- Kenneth McMillan: Dr. Horvath
- David Arnott: Empleado del Banco
- Lee Garlington: Contable Jane Karie
- Bruce McGill: Charlie
- Sy Richardson: Tucker
- Scott Lincoln: Policía
- Dinah Lenney: Reportero #1
- John Aylward: Segundo policía
- Tim De Zarn: Primer Policía
- Rhoda Gemignani: Anunciador de radio
- Charles Noland: Cantinero Dave
- Albert Henderson: Hombre de la gabardina
- Gary Armagnac: Policía #2
- Dean Smith: Barry "Playboy" Jones
- Paul Tuerpe: Reportero #2
- Michael Siegel: policía #4
- Anderson Cooper y Lea Thompson hacen cameos en la película, mientras que el rol de Cooper fue antes de ser conocido, y el de Thompson fue después de las películas Volver al Futuro, and Howard el pato, respectivamente.

- Datos: Q1167229